# Bulbophyllum quadrialatum
Bulbophyllum quadrialatum là một loài phong lan thuộc chi Bulbophyllum.